# Bjarni Benediktsson (född 1970)
Bjarni Benediktsson, född 26 januari 1970 i Reykjavik, är en isländsk politiker. Han var Islands statsminister 2017 och även 2024. Han var tidigare finansminister 2013–2017 samt 2017–2023 och utrikesminister 2023–2024. Han är Självständighetspartiets partiledare sedan 2009.
Benediktsson är alltingsledamot sedan 2003 och valdes till Självständighetspartiets partiledare 2009. Efter Alltingsvalet 2013 utsågs Benediktsson till finansminister, då hans parti ingick i en koalitionsregering med Framstegspartiet. Denna post innehade han från 2013 till början av 2017. Efter Alltingsvalet 2016 blev hans parti Islands största parti och efter en lång period av regeringsförhandlingar bildade han en koalitionsregering med Reformpartiet och partiet Ljus Framtid, varpå han utsågs till Islands statsminister den 11 januari 2017. En regeringskris hösten 2017 ledde till ett extraval med ny annorlunda regeringsbildning, där ett försvagat Självständighetspartiet ingick i koalition med Framstegspartiet under Vänsterpartiet – de grönas ledning, vars partiledare Katrín Jakobsdóttir blev ny statsminister och Benediktsson återgick till posten som finansminister.
Benediktsson är gift med Þóra Margrét Baldvinsdóttir och har med henne fyra barn. Han är brorson till sin namne Bjarni Benediktsson, som var Islands statsminister från 1963 fram till sin död i en eldsvåda 1970. Benediktsson har studerat vid bland annat Islands universitet.